# Gisseløre
Gisseløre er en lav strandvoldsodde ved Kalundborg havn opbygget af krumodder med sand og grus, der som en naturlig mole danner en bagvedliggende naturhavn Houget eller Hærvigen, der har været brugt som flådehavn af vikingerne og senere som ladeplads for handelsskibe.
Der har siden 1942 været et vildtreservat i området for "... at sikre den inderste del af Kalundborg Fjord og Gisseløre som et jagtfrit område af hensyn til rastende vandfugle og områdets bynære beliggenhed...".
og der blev i 2003 godkendt en fredning af områder ved Gisseløre.
En mindre, vestlig del af reservatet indgår i Natura 2000-området.

## Galleri
| - Radiomaster - De store radiomaster til Kalundborg Radiofonistation ved strandvoldsodden Gisseløre. |

| - Fotos fra Gisseløre mod byen - Foto taget fra Gisseløre hen over den naturlige havn Houget eller Hærvigen, 1880'erne - Houget eller Hærvigen, foto 1900-13 taget fra Gisseløre mod byen - Hærvigen med Vor Frue Kirke i baggrunden - Kalundborg |